# 坂田和人
坂田 和人(さかた かずと、1966年8月15日 - )は、オートバイ・ロードレースレーサー。東京都江東区出身。1994年、1998年にロードレース世界選手権(WGP)の125ccクラスでシリーズチャンピオンを獲得している。

## 来歴
東京都江東区出身。1988年にロードレースにデビュー。同年に筑波選手権(ノービス)のシリーズチャンピオンを獲得したほか、1989年には全日本ロードレース選手権のジュニアクラスでシリーズチャンピオン、1990年には全日本選手権の国際A級・125ccクラスでシリーズチャンピオンを獲得した。
1991年より、若井伸之・上田昇と共にWGP・125ccクラスにフル参戦、プライベート日本人ライダーの先駆者となった。以後1999年まで一貫して125ccクラスに参戦を続け、1994年と1998年にシリーズチャンピオンを獲得。このほか1993年・1995年はシリーズ2位に入るなど、125ccクラスを代表するライダーとして活躍し、軽量級クラスにおける日本人ライダー全盛期の立役者となった。特に1995年は青木治親が同クラスのシリーズチャンピオンを獲得しており、日本人がシリーズランキングの1・2位を占めるという快挙も達成している。しかし2000年、引き続きWGPへの参戦を目指したが、数チームとの交渉の末、諸条件が折り合わず、参戦休止を発表してWGPから撤退した。
それ以後はライダーとしては一線を退き、筑波サーキットでの開催時を中心に全日本ロードレース選手権へスポット参戦する一方で、日テレG+のMotoGP中継の解説者やレーシングスクールの講師など、多方面で活躍している。日本モーターサイクルスポーツ協会(MFJ)の主催するMFJレディースロードレースの講師、MFJロードレースアカデミーの校長、MuSASHi RT HARC-PROスカラシップ校長など後進ライダーの育成にも積極的に関わっている。
2011年8月に東京中日スポーツの対談企画に登場した際には「再びレースに出るためにはトレーニングが必要」と筋肉等の衰えを認めつつも「引退はしていない」「適切なオファーがあればレースに出る用意はある」と語り、現役復帰をあきらめていない姿勢を示している。
2018年7月には筑波サーキットで行われた全日本ロードレース選手権・J-GP3クラスにスポット参戦し、13年ぶりに51歳で実戦に復帰。「4ストロークマシンでレースをするのは初めて」ということもあり、レース前の練習走行で転倒した際に股関節を痛めるなど苦戦を強いられるが、結果はレース1で10位、レース2で5位となった。

## 人物
その戦歴に報われない苦労人。1994年世界チャンピオンになりながら、オフの過ごし方を聞かれた雑誌のインタビューに「ユンボのバイトします」と答えている。アプリリアからのサポートも悪く、劣化した部品を組み込んで予選に臨み、結果壊れてしまったために他のチームに融通をお願いに行くなど、おおよそ勝利を望めない環境で得た1998年のチャンピオンは非凡な才能によるものだった。
イタリア語で「転倒」を意味する言葉が「カズト」に似ているので、イタリア人のサーキットドクターからは「転倒しないように験を担いで登録名を変えれば？」と提言されたことがある。
スペインでは原田哲也に続き人気の日本人ライダーで「カズート」の愛称で親しまれていた。
フル参戦3年目となった1993年シーズンは、開幕戦から3戦連続2位と好調ではあったが、常にダーク・ラウディスの後塵を拝し、初優勝にはなかなか手が届かない状態だった。そのような状況で迎えた第4戦スペインGPにおいて、共にWGP参戦を開始して以来の親友であり、同年から250ccクラスに移っていた若井が、予選中の事故で死去。大きなショックを受けた坂田は、上田共々決勝の辞退も考えたが、グランプリドクターに説得され「若井のために」と出走を決意することとなった。決勝ではホールショットこそ辻村猛に譲ったものの、1周目のうちに首位を奪取した後は誰にもトップを譲らず、終盤のラルフ・ウォルドマンの追い上げを0.602秒差で振り切り、WGP初優勝を挙げた。しかし、ゴール後のパドック・表彰台・優勝インタビューを通し喜びの表情は一切見られず、ひたすら号泣し続ける様子がTVに映し出されることとなった。また優勝コメントにおいては、「若井のためにと気力だけで頑張った」との発言も残している。
1998年のWGPでは4勝をあげチャンピオンになったものの、使用している燃料のレギュレーション違反ではないかとの通達ですぐにチャンピオンにはならなかった。一ヶ月近くの審議の結果、FIMから問題なしの書簡を受け取り坂田の年間チャンピオンが決定したが本人は結果が出るまで絶対に大丈夫なはずだったけど落ち着かなかったと話している。
現役引退後、ライディングスポーツの企画によりノーマルのRS125でどこまでGP125ccクラスに通用するかという企画で実際に参戦していたことがある。

## 記録
- 1988年 - ロードレース筑波選手権ノービスチャンピオン
- 1989年 - 全日本ロードレース選手権ジュニアチャンピオン
- 1990年 - 全日本ロードレース選手権国際A級125チャンピオン
- 1991年 - WGP･GP125ランキング13位/ホンダ（PP1回）
- 1992年 - WGP･GP125ランキング11位/ホンダ（PP3回）
- 1993年 - WGP･GP125ランキング2位/ホンダ（2勝･PP6回）
- 1994年 - WGP･GP125年間王者/アプリリア（3勝･PP7回）
- 1995年 - WGP･GP125ランキング2位/アプリリア（2勝･PP5回）
- 1996年 - WGP･GP125ランキング8位/アプリリア（PP1回）
  - 鈴鹿8時間耐久ロードレース/予選57位/決勝51位完走/ TSR TSR-AC110M
- 1997年 - WGP･GP125ランキング4位/アプリリア（PP2回）
- 1998年 - WGP･GP125年間王者/アプリリア（4勝･PP4回）
- 1999年 - WGP･GP125ランキング14位/ホンダ

※年間王者2回 世界選手権優勝11回（歴代12位） 表彰台41回（歴代3位） ポールポジション29回（歴代2位）
(key) （太字はポールポジション）
| 年     | クラス | チーム                         | マシン | 1       | 2       | 3       | 4       | 5       | 6       | 7       | 8       | 9       | 10      | 11      | 12      | 13      | 14     | 15      | 16      | ポイント | 順位 | 勝利数 |
| ------ | ------ | ------------------------------ | ------ | ------- | ------- | ------- | ------- | ------- | ------- | ------- | ------- | ------- | ------- | ------- | ------- | ------- | ------ | ------- | ------- | -------- | ---- | ------ |
| 1991年 | 125cc  | ELF Kepla-Meiko ホンダ         | RS125  | JPN Ret | AUS 16  | USA     | SPA DNS | ITA Ret | GER 10  | AUT Ret | EUR 14  | NED 11  | FRA 7   | GBR 8   | RSM 8   | CZE Ret | VDM    | MAL 2   |         | 55       | 13位 | 0      |
| 1992年 | 125cc  | F.C.C./T.S. Venus-ホンダ       | RS125  | JPN Ret | AUS Ret | MAL 6   | SPA 4   | ITA Ret | EUR     | GER Ret | NED 6   | HUN 7   | FRA 4   | GBR 6   | BRA 14  | RSA Ret |        |         |         | 42       | 11位 | 0      |
| 1993年 | 125cc  | F.C.C. Technical Sports-ホンダ | RS125  | AUS 2   | MAL 2   | JPN 2   | SPA 1   | AUT 2   | GER 2   | NED 2   | EUR Ret | SMR 2   | GBR 2   | CZE 1   | ITA 2   | USA 2   | FIM 3  |         |         | 266      | 2位  | 2      |
| 1994年 | 125cc  | Semprucci-アプリリア           | RS125R | AUS 1   | MAL 2   | JPN 2   | SPA 1   | AUT 5   | GER 2   | NED 4   | ITA 2   | FRA 3   | GBR 4   | CZE 1   | USA Ret | ARG 9   | EUR 7  |         |         | 224      | 1位  | 3      |
| 1995年 | 125cc  | Team Krona-アプリリア          | RS125R | AUS 2   | MAL 10  | JPN 3   | SPA 6   | GER Ret | ITA 5   | NED 4   | FRA 12  | GBR 1   | CZE 1   | BRA Ret | ARG Ret | EUR 4   |        |         |         | 140      | 2位  | 2      |
| 1996年 | 125cc  | アプリリア                     | RS125R | MAL 10  | INA 14  | JPN Ret | SPA 5   | ITA 3   | FRA 8   | NED 7   | GER 11  | GBR 5   | AUT 9   | CZE 4   | IMO 12  | CAT 3   | BRA 11 | AUS Ret |         | 113      | 8位  | 0      |
| 1997年 | 125cc  | アプリリア                     | RS125R | MAL 2   | JPN 2   | SPA 7   | ITA 6   | AUT 6   | FRA Ret | NED 3   | IMO 3   | GER Ret | BRA 5   | GBR Ret | CZE 9   | CAT 2   | INA 2  | AUS 2   |         | 179      | 4位  | 0      |
| 1998年 | 125cc  | アプリリア                     | RS125R | JPN 1   | MAL 6   | SPA 1   | ITA 4   | FRA 1   | MAD 4   | NED 2   | GBR 1   | GER 7   | CZE 2   | IMO 4   | CAT 9   | AUS 4   | ARG 5  |         |         | 229      | 1位  | 4      |
| 1999年 | 125cc  | ホンダ                         | RS125  | MAL 10  | JPN 8   | SPA 13  | FRA 9   | ITA 8   | CAT 7   | NED 10  | GBR 13  | GER 19  | CZE Ret | IMO Ret | VAL 12  | AUS 13  | RSA 15 | BRA 17  | ARG Ret | 56       | 14位 | 0      |